# غريدي ألين
غريدي ألين (بالإنجليزية: Grady Allen)‏ هو لاعب كرة قدم أمريكية أمريكي، ولد في 1946 في سان أوغسطين في الولايات المتحدة، وتوفي في 4 ديسمبر 2012.

## وصلات خارجية
- غريدي ألين على موقع مرجع كرة القدم المحترفة.كوم (الإنجليزية)